# Trolejbusy w Montauban
Trolejbusy w Montauban − zlikwidowany system komunikacji trolejbusowej we francuskim mieście Montauban.

## Historia
Trolejbusy (électrobus) w Montauban uruchomiono w styczniu 1903. Do obsługi linii posiadano 5 trolejbusów wyprodukowanych przez Lombart-Gérin. Linię zlikwidowano w 1904.